# مايكل ميكلون
مايكل ميكلون (بالإنجليزية: Michael McClune)‏ مواليد 22 أغسطس 1989 في لونغ بيتش، هو لاعب كرة مضرب أمريكي بدأ مسيرته كمحترف سنة 2007 يلعب باليد اليمنى. أعلى تصنيف له في الفردي كان المركز الـ 267 في سنة 2010.

## وصلات خارجية
- مايكل ميكلون على موقع رابطة محترفي التنس (الإنجليزية)
- مايكل ميكلون على موقع الاتحاد الدولي لكرة المضرب (الإنجليزية)
- مايكل ميكلون على موقع خلاصة التنس.كوم (الإنجليزية)
- مايكل ميكلون على موقع إي إس بي إن.كوم (الإنجليزية)
- الموقع الرسمي